# Seriously McDonalds
「Seriously McDonalds」（シリアスリー・マクドナルド）は、2011年6月にインターネット上に広まった写真である。マクドナルドの店頭に貼られた、アフリカ系アメリカ人に対して追加料金を課すことを告知する貼紙の写真であるが、これはデマであり、このような貼紙や施策は実際には存在しない。
この画像は、それ以前から存在していたが、2011年6月にツイッターを中心としたインターネット上で、この写真を見て不快に思った人や面白がった人によって拡散された。マクドナルドはすぐに、この貼紙やそのような施策の存在を否定したが、ツイッター上では数日間、"#SeriouslyMcDonalds"や"#seriouslymcdonalds"というハッシュタグがトレンド入りし続けた。このデマに対するマクドナルド社の対応は、ジャーナリストや広報担当者から賞賛されている。

## 写真
この画像には、マクドナルドの店頭の窓と思われる部分に、テープで貼り付けられた以下の内容の貼紙が写っている。
日本語訳
この貼紙の下部には、"McDonald's Corporation"という文字と問合せ先電話番号、マクドナルドのロゴが書かれている。この写真はデマであり、マクドナルドはそのような施策を実施していない。書かれている電話番号は、実際にはケンタッキーフライドチキンの問合せ先電話番号であった。

## 歴史

### 拡散される以前
この写真は、拡散される3年前から存在しており、マクドナルド社も約1年前からこの画像の存在に気付いていたという。マクドナルド社のソーシャルメディアチームは、この写真があまりにも荒唐無稽で信じられないような主張をしていることから、この写真に関心を示さず、「インパクトレベル」を低く設定した。
ゴーカー・メディアのゴシップサイト「ゴーカー」のラウリ・アップル(Lauri Apple)の投稿では、4chanに「Twitterの様々な情報源」として掲載されたのが初出であるとし、McServed.com（マクドナルドとその顧客を嘲笑するブログ）の2010年6月17日付けの記事にリンクしている。

### 拡散
この写真は、2011年6月にツイッターの影響力のあるユーザーに取り上げられたことで、インターネット上で拡散された。この写真は、"Seriously McDonalds"というタイトルで、メールやツイッターを中心としたSNSでインターネット上に拡散された。このタイトルは、マクドナルドに対する不信感を表現したものである。技術専門家のケイト・リネンドル(Kate Linendoll)は『ジ・アーリー・ショー』で、この写真がブログからツイッターに広がり、ツイッターの「即時性」によって「制御不能になるほどの速さ」で拡散したのではないかと仮説を立てている。

### マクドナルド社の反応
このデマに対し、マクドナルド社は6月11日に、この写真はデマであり、このような施策は実施していない旨のツイートを行った。マクドナルド社が否定したにもかかわらず、この写真の拡散のスピードはむしろ速くなった。マクドナルドはこのメッセージを繰り返し、「あの"Seriously McDonalds"の写真はデマです」とツイートした。この写真は、6月11日から12日の週末にかけてトレンド入りし、"#SeriouslyMcDonalds"や"#seriouslymcdonalds"というハッシュタグで拡散された。このタグは、この週末の間、1秒間に約20回使用された。この写真は最終的にTwitpicから削除され、それ以降、拡散のスピードも落ちていった。
このデマは、マクドナルドの対応に加えて、ツイッターユーザが独自に調査してデマであることが明らかになったことで、マクドナルド社の被害はほとんどなかった。広報の専門家のアン・マリー・ヴァンデンハーク(Ann Marie van den Hurk)は、マクドナルド社が効果的な対応をしたことで、ほとんどのユーザがこの画像のことを忘れていると評した。

## 分析
リネンドルは、マクドナルド社の対応を次のように評価している。

大企業に関して何か拡散された場合、計画を立てて素早く対応しなければなりません。今回のケースでは、マクドナルド社は正しく対処しました。彼らは非難されていたツイッターというメディアを利用したのです。時間は非常に重要です。私たちは朝から記者会見をするわけではありません。ソーシャル・ネットワーキングに関しては、リアルタイムで報道されることになります。反応して素早く対応しなければなりません。

『フォーブス』誌のクリストファー・バーガー(Christopher Barger)は、マクドナルド社の対応を「140文字で噂に対応する方法の教科書」と評価する一方で、個人的な対応や他のソーシャルネットワークを利用することもできたのではないかと考えている。ヴァンデンハークは、マクドナルド社の対応を、組織がソーシャルメディアの危機にどのように対処すればよいかを示す例として紹介した。